# Contrac Cobus
Pour l’article homonyme, voir Cobus.
COBUS Industries est un constructeur allemand produisant des navettes utilisées principalement dans les aéroports. L'entreprise est née en 1978 à Wiesbaden en Allemagne. Le premier Cobus a été développé par les entreprises suisses Hess et FBW pour l'aéroport de Zurich. Il a été mis en service en 1978.
La société s'est depuis largement développée et livre chaque année des bus aux aéroports du monde entier.

## Produits

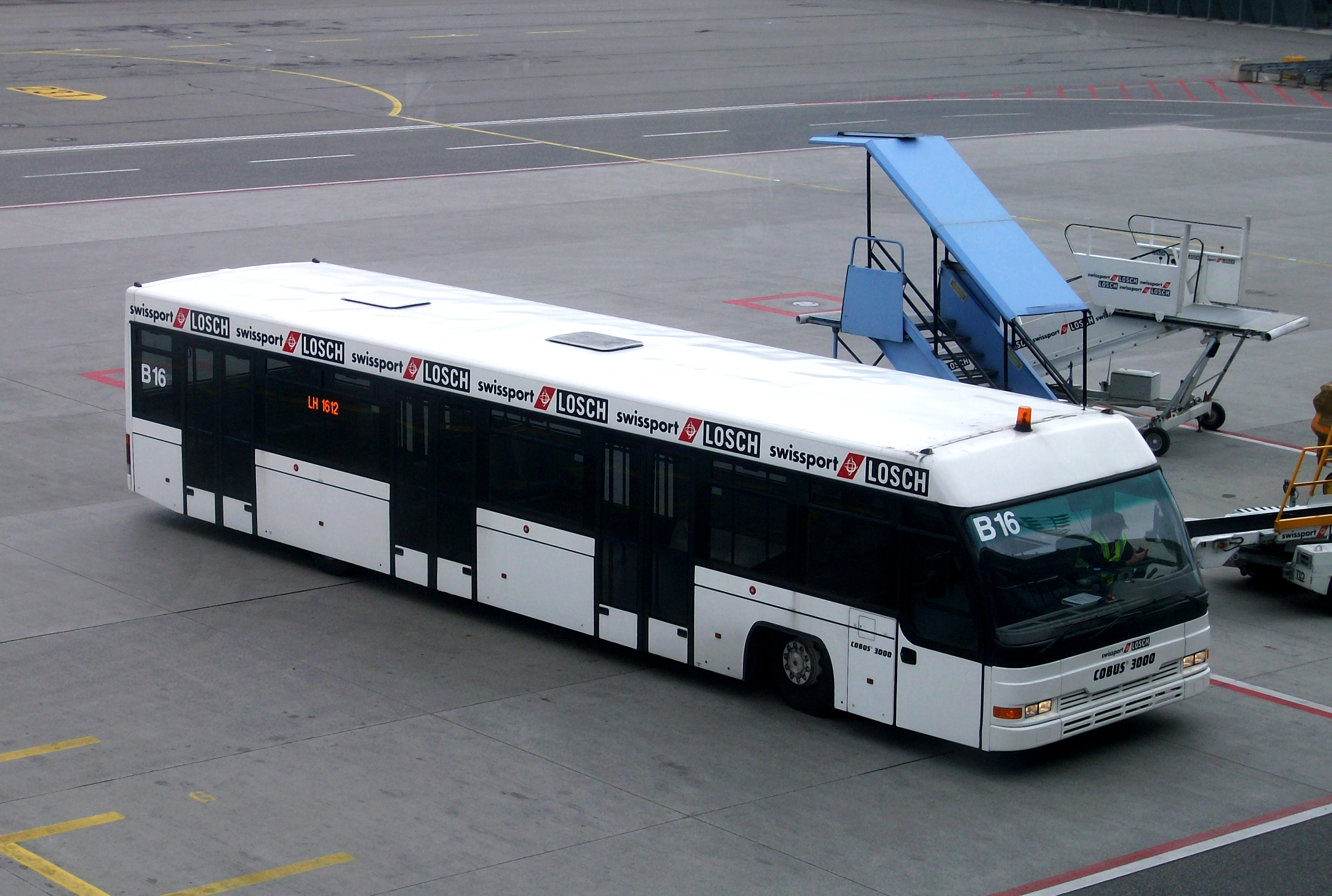
Cobus 3000 ancienne génération de Swissport à Munich

- COBUS 3000 (diesel)
- COBUS 2700S (diesel)
- e.COBUS (électrique)
- COBUS Vega (électrique)
- COBUS Hydra (hydrogène)